# ブリティッシュコロンビア州首相
ブリティッシュコロンビア州首相（Premier of British Columbia）は、カナダのブリティッシュコロンビア州の州首相である。

## 一覧
| 代 | 氏名・政党                                                 | 任期                                    |
| -- | ---------------------------------------------------------- | --------------------------------------- |
| 1  | ジョン・フォスター・マククレイト（無所属）                 | 1871年11月13日 - 1872年12月23日         |
| 2  | アモール・デ・コスモス（無所属）                           | 1872年12月23日 - 1874年2月11日          |
| 3  | ジョージ・アンソニー・ウォルケム（無所属） 1期目           | 1874年2月11日 - 1876年2月1日            |
| 4  | アンドルー・チャールズ・エリオット（無所属）               | 1876年2月1日 - 1878年6月25日            |
| -  | ジョージ・アンソニー・ウォルケム（無所属） 2期目           | 1878年6月25日 - 1882年6月13日           |
| 5  | ロバート・ビーヴェン（無所属）                             | 1882年6月13日 - 1883年1月29日（不信任） |
| 6  | ウィリアム・スミス（無所属）                               | 1883年1月29日 - 1887年3月29日           |
| 7  | アレグザンダー・エドマンド・バトソン・デイヴィー（無所属） | 1887年3月29日 - 1889年8月1日            |
| 8  | ジョン・ロブソン（無所属）                                 | 1889年8月2日 - 1892年6月29日            |
| 9  | シオドア・デイヴィー（無所属）                             | 1892年7月2日 - 1895年3月4日             |
| 10 | ジョン・ハーバート・ターナー（無所属）                     | 1895年3月4日 - 1898年8月15日            |
| 11 | チャールズ・オーガスタス・セムリン（無所属）               | 1898年8月15日 - 1900年2月28日           |
| 12 | ジョゼフ・マーティン（無所属）                             | 1900年2月28日 - 1900年6月15日           |
| 13 | ジェームズ・ダンスミュア（無所属）                         | 1900年6月15日 - 1902年11月21日          |
| 14 | エドワード・ゴーラー・プライアー（無所属）                 | 1902年11月21日 - 1903年6月1日           |
| 15 | リチャード・マクブライド（保守党）                         | 1903年6月1日 - 1915年12月15日           |
| 16 | ウィリアム・ジョン・ボウザー（保守党）                     | 1915年12月15日 - 1916年11月23日         |
| 17 | ハーラン・ケアリー・ブリュースター（自由党）               | 1916年11月23日 - 1918年3月1日           |
| 18 | ジョン・オリヴァー（自由党）                               | 1918年3月6日 - 1927年8月17日            |
| 19 | ジョン・ダンカン・マクリーン（自由党）                     | 1927年8月20日 - 1928年8月21日           |
| 20 | サイモン・フレーザー・トルミー（保守党）                   | 1928年8月21日 - 1933年11月15日          |
| 21 | トーマス・ダファリン・パトゥロ（自由党）                   | 1933年11月15日 - 1941年12月9日          |
| 22 | ジョン・ハート（自由党）                                   | 1941年12月9日 - 1947年12月29日          |
| 23 | ボス・ジョンソン（自由党）                                 | 1947年12月29日 - 1952年8月1日           |
| 24 | W・A・C・ベネット（社会信用党）                            | 1952年8月1日 - 1972年9月15日            |
| 25 | デイヴ・バレット（新民主党）                               | 1972年9月15日 - 1975年12月22日          |
| 26 | ビル・ベネット（社会信用党）                               | 1975年12月22日 - 1986年8月6日           |
| 27 | ビル・ヴァンダー・ザルム（社会信用党）                     | 1986年8月6日 - 1991年4月2日             |
| 28 | リタ・ジョンストン（社会信用党）                           | 1991年4月2日 - 1991年11月5日            |
| 29 | マイク・ハーコート（新民主党）                             | 1991年11月5日 - 1996年2月22日           |
| 30 | グレン・クラーク（新民主党）                               | 1996年2月22日 - 1999年8月25日           |
| 31 | ダン・ミラー（新民主党）                                   | 1999年8月25日 - 2000年2月24日           |
| 32 | ウージャル・ドウサーンジ（新民主党）                       | 2000年2月24日 - 2001年6月5日            |
| 33 | ゴードン・キャンベル（自由党）                             | 2001年6月5日 - 2011年3月14日            |
| 34 | クリスティ・クラーク（自由党）                             | 2011年3月14日 - 2017年7月18日           |
| 35 | ジョン・ホーガン（新民主党）                               | 2017年7月18日 - 2022年11月18日          |
| 36 | デイヴィッド・イービー（新民主党）                         | 2022年11月18日 -                        |